# Matthias Tamm
Matthias Tamm (* 12. Februar 1967 in Berlin) ist ein deutscher Chemiker und Hochschullehrer.

## Leben
Nach seinem Abitur 1985 begann Tamm 1986 sein Studium an der Technischen Universität Berlin, das er 1990 mit dem Diplom abschloss. 1992 wurde er zum Dr. rer. nat. promoviert über die Synthese und Koordinationschemie von Polyisocyaniden.
Als Postdoc war er 1993/1994 Gastwissenschaftler in der Forschung und Entwicklung von DuPont in Wilmington, Delaware. Nach seiner Rückkehr begann Tamm seine Habilitation an der Freien Universität Berlin, die er ab 1998 an der Westfälischen Wilhelms-Universität in Münster fortsetzte, wohin er seinem Doktorvater gefolgt war.
1999 habilitierte er sich mit einer Arbeit über Übergangsmetallkomplexe mit dipolaren Cycloheptatrienyl-Liganden. Auf die Ernennung zum Privatdozenten folgte 2001 die zum Hochschuldozenten.
Ab 2002 vertrat Tamm den Lehrstuhl für Anorganische Chemie von Wolfgang A. Herrmann an der Technischen Universität München, bis er 2005 von der TU Braunschweig auf eine W3‑Professur für Anorganische und Analytische Chemie berufen wurde. Im Jahre 2009 lehnte er den Ruf auf eine W3‑Professur für Anorganische Chemie an der Freien Universität Berlin ab.
Er ist verheiratet und hat vier Kinder.

## Auszeichnungen und Preise
- Stipendium des Graduiertenkollegs Synthese und Strukturaufklärung niedermolekularer Verbindungen
- Doktorandenstipendium der BASF
- Studienabschluss-Stipendium des Fonds der Chemischen Industrie
- Habilitationsstipendium der Deutschen Forschungsgemeinschaft
- Rudolf von Bennigsen-Foerder (Manager)-Preis 2000 des Landes Nordrhein-Westfalen
- Stipendium der Karl-Ziegler-Stiftung der Gesellschaft Deutscher Chemiker (2001)
- Preis der Dr. Otto Röhm-Gedächtnisstiftung (2001)